# Salka (sufismo)
La salka (en árabe: السلكة‎) es una recitación colectiva de los sesenta hizbs del Corán realizada por los murīdūn y salikin en el sufismo islámico.

## Presentación
La salka es una tilawa (recitación) durante la reunión de los murīdūn en una zauía o mezquita para recitar continuamente todo el Corán.
Los salikin y ṭullāb recitan la salka periódicamente para demostrar su memorización en las zāwīya y madrasas.
Los musulmanes también solían realizar la salka para salmodiar todo el Corán, ya sea por muerte, parto, contrato de matrimonio o mudanza a una nueva residencia.
Mientras que el Hizb Rateb consiste en recitar un juz' del Corán antes o después de uno de los ṣalawāt islámicos obligatorios (oración), el salka consiste en reunirse en un lugar donde los creyentes recitan continuamente los sesenta hizbs del Corán de Al-Fatiha. a An-Nas.

## Variantes
Dependiendo de la estación del año, la salka puede tomar dos formas:
- La salka diurna (en árabe: السلكة النهارية‎), durante el verano, cuando la duración del día es más larga que la de la noche .[11][12]
- La salka nocturna (en árabe: السلكة الليلية‎), durante el invierno, cuando la duración de la noche es más larga que la del día.[13][14]